# Príncipe heredero Hyomyeong
El Príncipe heredero Hyomyeong (18 de septiembre de 1809 – 25 de junio de 1830), cuyo nombre de nacimiento fue Yi Yeong, o Lee Yeong, fue un príncipe de la Dinastía Joseon, póstumamente llamado Rey Munjo. 

## Biografía
El príncipe Lee Yeong fue el hijo mayor del rey Sunjo, esposo de la reina Sinjeong y padre del rey Heonjong.
En 1817, fue admitido en la Songgyungwan, institución educativa de Corea durante las dinastías Goryeo y Joseon. En 1819, recibió el título de Príncipe heredero de la dinastía Joseon. Genio de la literatura y las artes, creó varias danzas de la corte (정재) y utilizó rituales de la corte y las artes para validar y aumentar el control del rey sobre el gobierno.
Hyomyeong inicialmente se hizo activo en la política, con sólo 18 años de edad, debido a que su padre estaba enfermo.
Se sabe que el príncipe persiguió diversas reformas políticas y que se desempeñó como Regente en 1827, hasta su muerte, 3 años más tarde, a la edad de 20 años.
Él tuvo algunos enemigos entre sus parientes maternos, pero evitó el nepotismo y fue un talentoso escritor, compositor y coreógrafo.
El príncipe Hyomyeong se casó a la edad de 11 años y murió a la edad de 20 años, su padre el rey Sunjo ordenó que sus restos fueron inhumados en el complejo de tumbas del rey (neung) llamado Sureung. Después de su muerte, se le dio el título de Rey Munjo. Heonjong, su hijo, tenía tres años al momento de su muerte.

## Legado
El príncipe fue conmemorado en un álbum de seis escenas creado para celebrar el comienzo de su aprendizaje en la Songgyungwan, uno de una serie de pinturas documentales (gungjung girokhwa) de la dinastía Joseon.
Entre los 53 Joseon jeongjaes (정재) o danzas de la corte que permanecen en la actualidad, 26 son obras suyas. Su «Chunaengjeon» (Danza Primaveral del Ruiseñor) es la más conocida y la danza tradicional de la corte más amada por lo suave y poético de sus movimientos. Este período se registró como la edad dorada de las danzas del palacio de la dinastía Joseon. Él fue una de las personas más importantes en la historia de los rituales de la Corte coreana, junto con el Rey Sejong.

## Ancestros
- Padre: Rey Sunjo de la dinastía Joseon (29 de julio de 1790 – 13 de diciembre de 1834) (조선 순조)
  - Abuelo: Rey Jeongjo de la dinastía Joseon (28 de octubre de 1752 – 18 de agosto de 1800) (조선 정조)
  - Abuela: Real Noble Consorte Su del clan Bannam Park (8 de mayo de 1770 - 26 de diciembre de 1822) (수빈 박씨)
- Madre: Reina Sunwon del clan Andong Kim (8 de junio de 1789 - 21 de septiembre de 1857) (순원왕후 김씨)
  - Abuelo: Kim Jo-Sun (1765 - 1832) (김조순)
  - Abuela: Dama Shim del clan Cheongsong Shim (1766 - 1828) (청송 심씨)
- Consorte y descendiente:

1. Reina Sinjeong del clan Pungyang Jo (21 de enero de 1809 - 4 de junio de 1890) (신정왕후 조씨)
  1. Rey Heonjong de la dinastía Joseon (8 de septiembre de 1827 – 25 de julio de 1849) (조선 헌종)